# Dark Ages
Dark Ages peti je studijski album metal sastava Soulfly. Objavljen je 4. listopada 2005.
Mnogi kritičari opisuju album kao Cavalerin povratak thrash i death metalu iz ranih dana Sepulture. Za potrebe snimanja albuma, Cavalera je boravio u pet država: Srbiji, Turskoj, Rusiji, Francuskoj i SAD-u. Na album je utjecala i smrt Cavalerine osmomjesečne unuke, koja je preminula 10. prosinca 2004.

## Popis pjesama
| 1.    | »The Dark Ages«    | Cavalera                    | 0:48  |
| 2.    | »Babylon«          | Cavalera                    | 3:53  |
| 3.    | »I and I«          | Cavalera                    | 3:15  |
| 4.    | »Carved Inside«    | Cavalera                    | 3:35  |
| 5.    | »Arise Again«      | Cavalera                    | 4:10  |
| 6.    | »Molotov«          | Cavalera, Filipenko, Milano | 1:57  |
| 7.    | »Frontlines«       | Cavalera                    | 4:34  |
| 8.    | »Innerspirit«      | Cavalera, Kojić, Stojanović | 5:15  |
| 9.    | »Corrosion Creeps« | Cavalera                    | 4:26  |
| 10.   | »Riotstarter«      | Cavalera                    | 5:00  |
| 11.   | »Bleak«            | Cavalera                    | 4:56  |
| 12.   | »(The) March«      | Cavalera                    | 1:18  |
| 13.   | »Fuel the Hate«    | Cavalera                    | 4:18  |
| 14.   | »Staystrong«       | Cavalera, Ritchie Cavalera  | 8:13  |
| 15.   | »Soulfly V«        | Cavalera                    | 10:50 |
| 66:22 |                    |                             |       |

| 1. | »Salmo-91«                | 4:23 |
| 2. | »Prophecy« (uživo)        | 3:27 |
| 3. | »Seek 'n' Strike« (uživo) | 4:14 |

## Produkcija
- Soulfly:

- Max Cavalera - gitara, sitar, vokal, producent, berimbau
- Marc Rizzo - gitara, vokal, flamenco gitara
- Joe Nunez - udaraljke, bubnjevi
- Bobby Burns - bas-gitara

## Top liste
| Godina | Top lista     | Pozicija |
| ------ | ------------- | -------- |
| 2005.  | Billboard 200 | 155.     |